# Leichtathletik-Europameisterschaften 1938/110 m Hürden der Männer

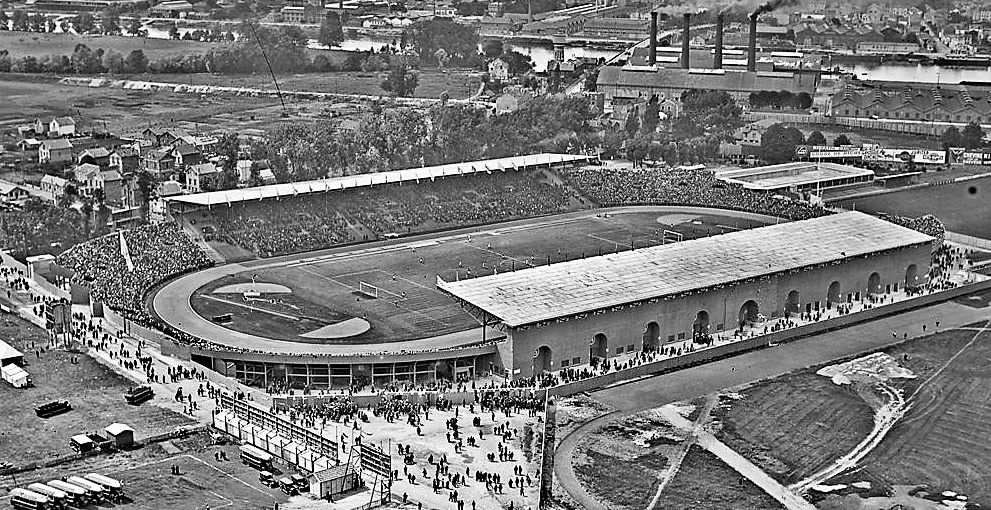
Olympiastadion in Paris 1924

Der 110-Meter-Hürdenlauf der Männer bei den Leichtathletik-Europameisterschaften 1938 wurde am 4. September 1938 im Stade Olympique der französischen Hauptstadt Paris ausgetragen.
Europameister wurde der Brite Don Finlay, der vor dem Schweden Håkan Lidman gewann. Bronze ging an den Niederländer Reindert Brasser.

## Rekorde

### Bestehende Rekorde
| Weltrekord           | 13,7 s | Forrest Towns | Oslo, Norwegen      | 27. August 1936             |
| Europarekord         | 14,3 s | Håkan Lidman  | Stockholm, Schweden | 20. August 1936             |
| Europarekord         | 14,3 s | Håkan Lidman  | Göteborg, Schweden  | 2. September 1936           |
| Europarekord         | 14,3 s | Håkan Lidman  | Oslo, Norwegen      | 12. September 1936          |
| Europarekord         | 14,3 s | Håkan Lidman  | Göteborg, Schweden  | 29. Juli 1938               |
| Meisterschaftsrekord | 14,8 s | József Kovács | EM Turin, Italien   | 7. September 1934 (Vorlauf) |
| Meisterschaftsrekord | 14,8 s | József Kovács | EM Turin, Italien   | 8. September 1934 (Finale)  |

### Rekordverbesserungen
Der EM-Rekord wurde zweimal gesteigert. Außerdem gab es einen egalisierten Kontinental- und einen neuen Landesrekord.
- Meisterschaftsrekorde:
  - 14,4 s – Don Finlay (Großbritannien), erster Vorlauf am 4. September
  - 14,3 s – Don Finlay (Großbritannien), Finale am 4. September
- Kontinentalrekord:
  - 14,3 s (Europarekord egalisiert) – Don Finlay (Großbritannien), Finale am 4. September
- Landesrekord:
  - 14,4 s – Reindert Brasser (Niederlande), erster Vorlauf am 4. September

## Vorrunde
4. September 1938, 14.50 Uhr

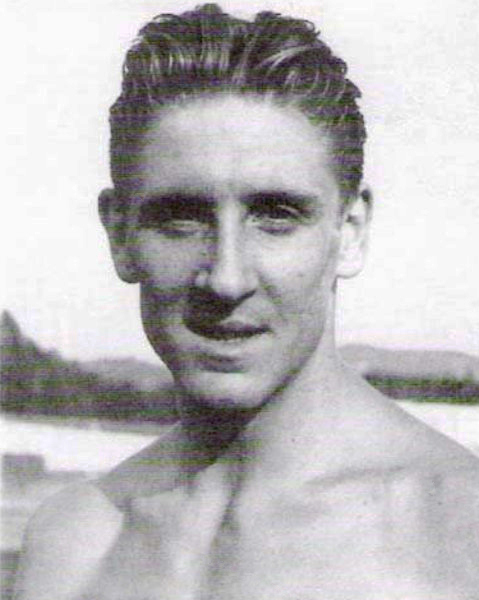
Mit Rang drei in seinem Vorlauf erreichte Giorgio Oberweger nicht das Finale

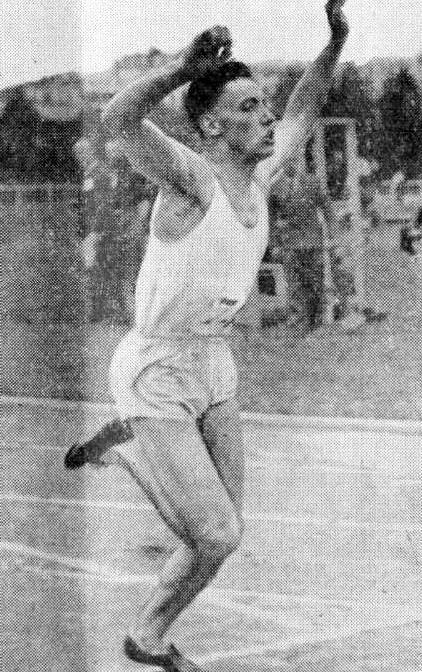
Jean-François Brisson schied als Vierter seines Vorlaufs aus

Die Vorrunde wurde in drei Läufen durchgeführt. Die ersten beiden Athleten pro Lauf – hellblau unterlegt – qualifizierten sich für das Finale.

### Vorlauf 1
| Platz | Name               | Nation         | Zeit (s) |
| ----- | ------------------ | -------------- | -------- |
| 1     | Don Finlay         | Großbritannien | 14,4 CR  |
| 2     | Reindert Brasser   | Niederlande    | 14,4 NR  |
| 3     | Svend Aage Thomsen | Dänemark       | 15,4     |
| 4     | Abel Elie          | Frankreich     | 16,0     |

### Vorlauf 2
| Platz | Name              | Nation             | Zeit (s) |
| ----- | ----------------- | ------------------ | -------- |
| 1     | Håkan Lidman      | Schweden           | 14,8     |
| 2     | Werner Christen   | Schweiz            | 15,4     |
| 3     | Giorgio Oberweger | Königreich Italien | 17,3     |
| 4     | Christos Mantikas | Griechenland       | 18,0     |

### Vorlauf 3
| Platz | Name                  | Nation          | Zeit (s) |
| ----- | --------------------- | --------------- | -------- |
| 1     | Karl Kumpmann         | Deutsches Reich | 14,8     |
| 2     | John Thornton         | Großbritannien  | 14,8     |
| 3     | Rene Kunz             | Schweiz         | 15,2     |
| 4     | Jean-François Brisson | Frankreich      | 15,7     |

## Finale

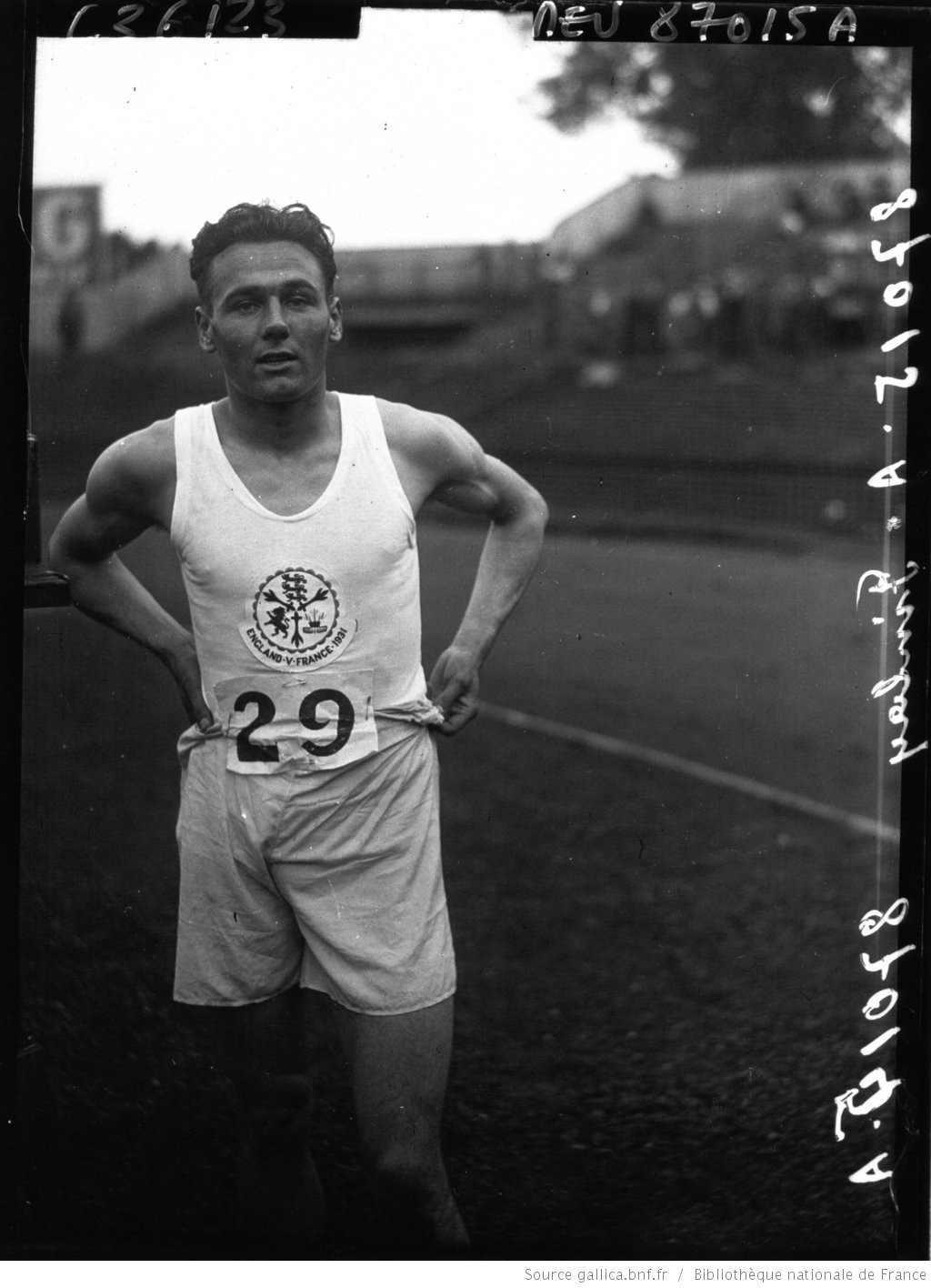
Europameister Don Finlay war mehr als zwanzig Jahre als Leichtathlet aktiv
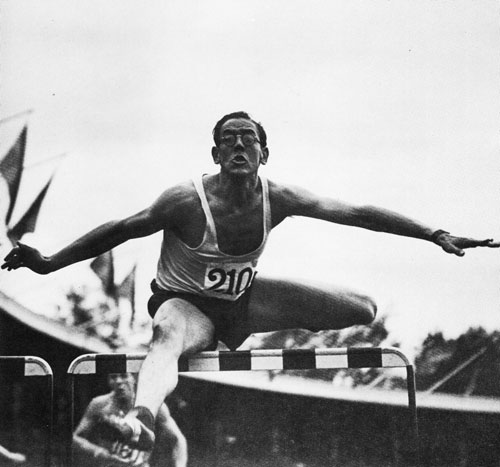
Vizeeuropameister Håkan Lidman – 1946 in Oslo wurde er Europameister

4. September 1938, 16.50 Uhr
| Platz | Name             | Nation          | Zeit (s) |
| ----- | ---------------- | --------------- | -------- |
| 1     | Don Finlay       | Großbritannien  | 14,3 ERe |
| 2     | Håkan Lidman     | Schweden        | 14,5     |
| 3     | Reindert Brasser | Niederlande     | 14,8     |
| 4     | John Thornton    | Großbritannien  | 14,8     |
| 5     | Karl Kumpmann    | Deutsches Reich | 15,3     |
| 6     | Werner Christen  | Schweiz         | 15,4     |